# Eotetranychus
Eotetranychus är ett släkte av spindeldjur. Eotetranychus ingår i familjen Tetranychidae.

## Dottertaxa tillEotetranychus, i alfabetisk ordning[1]
- Eotetranychus abutilon
- Eotetranychus aceri
- Eotetranychus africanus
- Eotetranychus albus
- Eotetranychus ancora
- Eotetranychus arborarius
- Eotetranychus aurantii
- Eotetranychus bailae
- Eotetranychus beeri
- Eotetranychus befandrianae
- Eotetranychus belus
- Eotetranychus boemeriae
- Eotetranychus borbonensis
- Eotetranychus boreus
- Eotetranychus botryanthae
- Eotetranychus brickelliae
- Eotetranychus broodryki
- Eotetranychus broussonetiae
- Eotetranychus cactorum
- Eotetranychus camelliae
- Eotetranychus camerounensis
- Eotetranychus capricorni
- Eotetranychus carpini
- Eotetranychus caryae
- Eotetranychus celtis
- Eotetranychus cendanai
- Eotetranychus cercocarpi
- Eotetranychus cernuus
- Eotetranychus chuandanicus
- Eotetranychus clitus
- Eotetranychus codiaeum
- Eotetranychus colurnae
- Eotetranychus communis
- Eotetranychus cornicola
- Eotetranychus coryli
- Eotetranychus crossleyi
- Eotetranychus cumtiliarium
- Eotetranychus cunninghamiae
- Eotetranychus cybebus
- Eotetranychus cyphus
- Eotetranychus deflexus
- Eotetranychus deleoni
- Eotetranychus dissectus
- Eotetranychus ecclisis
- Eotetranychus edi
- Eotetranychus euphorbiae
- Eotetranychus fagi
- Eotetranychus falcatus
- Eotetranychus fallugiae
- Eotetranychus firmianae
- Eotetranychus flavescens
- Eotetranychus flechtmanni
- Eotetranychus fraxini
- Eotetranychus fremonti
- Eotetranychus friedmanni
- Eotetranychus frosti
- Eotetranychus gambelii
- Eotetranychus garnieri
- Eotetranychus geniculatus
- Eotetranychus grandis
- Eotetranychus greveanae
- Eotetranychus guajavae
- Eotetranychus guaymas
- Eotetranychus haikowensis
- Eotetranychus hainanensis
- Eotetranychus hameliae
- Eotetranychus hamus
- Eotetranychus hellei
- Eotetranychus herbicolus
- Eotetranychus hicoriae
- Eotetranychus hirsti
- Eotetranychus hirtus
- Eotetranychus hondurensis
- Eotetranychus hudsoni
- Eotetranychus hypogeae
- Eotetranychus indicus
- Eotetranychus irregularensis
- Eotetranychus jiujiangensis
- Eotetranychus jungiae
- Eotetranychus juniperus
- Eotetranychus kankitus
- Eotetranychus karooicus
- Eotetranychus ladakhensis
- Eotetranychus latifrons
- Eotetranychus lewisi
- Eotetranychus limonae
- Eotetranychus limoni
- Eotetranychus lomandrae
- Eotetranychus lonchocarpi
- Eotetranychus maai
- Eotetranychus malvastris
- Eotetranychus mandensis
- Eotetranychus mastichi
- Eotetranychus matthyssei
- Eotetranychus mirabilis
- Eotetranychus mollis
- Eotetranychus mucronatae
- Eotetranychus muscicola
- Eotetranychus nadaensis
- Eotetranychus nanningensis
- Eotetranychus natalensis
- Eotetranychus neodeleoni
- Eotetranychus neolewisi
- Eotetranychus neoperplexus
- Eotetranychus nigrens
- Eotetranychus nomurai
- Eotetranychus obliquus
- Eotetranychus obtusus
- Eotetranychus orientalis
- Eotetranychus paarlensis
- Eotetranychus pallidus
- Eotetranychus pamelae
- Eotetranychus paracernuus
- Eotetranychus paracybelus
- Eotetranychus paradeflexus
- Eotetranychus paraedi
- Eotetranychus paratremae
- Eotetranychus passerinae
- Eotetranychus pauliani
- Eotetranychus pentziae
- Eotetranychus perplexus
- Eotetranychus pomeranzevi
- Eotetranychus populi
- Eotetranychus portaureus
- Eotetranychus potentillae
- Eotetranychus potentillifolia
- Eotetranychus pronus
- Eotetranychus prosopis
- Eotetranychus pruni
- Eotetranychus prunicola
- Eotetranychus pseudomori
- Eotetranychus qinlingensis
- Eotetranychus queenslandicus
- Eotetranychus queirozi
- Eotetranychus querci
- Eotetranychus quercifoliae
- Eotetranychus rajae
- Eotetranychus rajouriensis
- Eotetranychus ranikhetensis
- Eotetranychus reduncus
- Eotetranychus rinoreae
- Eotetranychus robini
- Eotetranychus roedereri
- Eotetranychus rohilae
- Eotetranychus rosae
- Eotetranychus rubiphilus
- Eotetranychus rubricans
- Eotetranychus sakalavensis
- Eotetranychus salix
- Eotetranychus salviae
- Eotetranychus savanae
- Eotetranychus sexmaculatus
- Eotetranychus smithi
- Eotetranychus spanius
- Eotetranychus spectabilis
- Eotetranychus spinifer
- Eotetranychus strychnosi
- Eotetranychus suginamensis
- Eotetranychus suvipakiti
- Eotetranychus syzygii
- Eotetranychus talisiae
- Eotetranychus thailandicus
- Eotetranychus thewkei
- Eotetranychus tiliaecola
- Eotetranychus tiliarium
- Eotetranychus tokaiensis
- Eotetranychus toyoshimai
- Eotetranychus tremae
- Eotetranychus truncatus
- Eotetranychus tsugaruensis
- Eotetranychus tulearensis
- Eotetranychus typhae
- Eotetranychus uchidai
- Eotetranychus ulmicola
- Eotetranychus uncatus
- Eotetranychus weldoni
- Eotetranychus vesci
- Eotetranychus willamettei
- Eotetranychus vinealis
- Eotetranychus viridis
- Eotetranychus wisteriae
- Eotetranychus xylopiae
- Eotetranychus yumensis
- Eotetranychus zaheri
- Eotetranychus zempoalensis
- Eotetranychus zexminiae